# تعهد
تعهد یعنی وظیفه یا ضمانتی در مقابل کسی یا برای چیزی و خود را ملزم به انجام کاری دانستن.
تعهدِ شخصی یعنی کارهایی که به خاطر وظایف و التزام‌هایی انجام می‌شوند. این وظایف و التزام‌ها ممکن است توسط خود شخص تعیین شده باشند، وظایفی دو طرفه و دوجانبه باشند یا به روشنی مکتوب شده باشند.
تعهد به یک مجموعه برای انجام کاری با تعهد شخصی که معمولاً قول یا ضمانتی برای رشد شخصی است متفاوت می‌باشد. تعهد، اصطلاحی در فقه و حقوق اسلامی که ناظر به رابطه‌ای حقوقی است و براساس آن شخص ملتزم به انتقال و تسلیم مال یا انجام دادن یا ندادن کاری می‌شود؛ در این حال اسباب ایجاد چنین رابطه‌ای می‌تواند عقد، ایقاع یا الزامی قهری باشد.
تعهد بر وزن تفعّل، از ریشهٔ «عهد» است؛ و در لغت به معنای برعهده گرفتن و عهد و پیمان بستن آمده است. دو واژهٔ عهد و تعهد اگرچه در فقه اسلامی به کار رفته‌اند، اما محور سخن با توجه به معنای مصدری آن یعنی عقد مورد استفاده بوده است (قنواتی، ۱/۶۸).
واژهٔ تعهد به اقتضای موضوع، معادل «شرط»، «التزام»، «عهد»، «عهده» و «ضمان» استعمال شده، و غالباً در موضوعات عقد ضمان، حواله و کفالت به کار رفته است (جعفری، ۱/۲۷ بب‍؛ ابن منظور، ذیل عهد).
یکی از ملزومات موفقیت تعهد است. تعهد و احساس مسئولیت به ما نیرویی می‌دهد که هر مسئله یا مشکلی که پیش می‌آید از اهدافمان دست نکشیم.

## ارزش تعهد برای دیگران
تعهد و وفای به عهد برای ما در نظر دیگران شخصیتی قابل اعتماد ایجاد می‌کند که باعث می‌شود افراد به ما بیشتر اعتماد کنند و روی ما حساب کنند. یکی از مسائل مهم در ارزش‌گذاری افراد میزان تعهد و مسئولیت‌پذیری آن‌ها می‌باشد.
تعهّد، لازم الاجرا و عمل به آن نشانه صداقت است.